# Juegos de la Mancomunidad de 2014
Los XX Juegos de la Mancomunidad se celebraron Glasgow (Escocia, Reino Unido), del 23 de julio al 3 de agosto de 2014.

## Preparación y desarrollo

### Proceso de selección
La ciudad escocesa fue elegida por la Asamblea General de la Federación de los Juegos de la Mancomunidad, el 9 de noviembre de 2007, celebrada en Colombo, en Sri Lanka. El otro contendiente era la ciudad de Abuya, en Nigeria, pero solo recibió 24 votos frente a los 47 de Glasgow. La ciudad de Halifax en Canadá había presentado la candidatura, pero se retiró posteriormente, el 8 de marzo de 2007.

### Lugares de competición
Una de las razones para el éxito de la aplicación de la ciudad escocesa fue el hecho de que la ciudad ya había construido el 70% de la infraestructura planeada. La mayoría de las equipaciones se encuentra dentro de los veinte minutos de la zona villa olímpica de Dalmarnock. Hay tres grupos: East End, South Side y del West End El único deporte organizado más allá de las fronteras de Alrededores de Glasgow será los saltos y tiro.
El estadio principal del evento es el estadio Hampden Park, el estadio del fútbol nacional escocés. En el South Side tendrá lugar el Atletismo y la ceremonia de clausura. La ceremonia de apertura se llevó a cabo en su lugar en el Celtic Park , en el East End.

## Deportes
| - Atletismo: - Natación: - Salto - Natación - Tiro con arco - Bádminton - Boxeo - Ciclismo: - Ciclismo de Pista - Ciclismo de Ruta - Ciclismo de montaña | - Gimnasia: - Gimnasia artística - Gimnasia rítmica - Judo - Hockey sobre césped - Bolos - Netball - Rugby 7 - Tiro olímpico - Squash | - Triatlón - Tenis de mesa - Halterofilia - Lucha |

## Naciones participantes
Participaron 71 naciones en la vigésima edición de los Juegos de la Mancomunidad.
| - Anguila (12) - Australia (417) - Bangladés (30) - Bermudas (18) - Botsuana (19) - Brunéi (1) - Camerún (62) - Canadá (265) - Chipre (51) - Escocia (310) - Fiyi (26) - Gales (234) - Ghana (104) | - Guernsey (39) - Guyana (28) - India (215) - Inglaterra (416) - Irlanda del Norte (117) - Isla de Man (46) - Isla Norfolk (24) - Islas Caimán (28) - Islas Cook (26) - Islas Malvinas (25) - Islas Salomón (12) - Islas Turcas y Caicos (9) - Islas Vírgenes Británicas (10) - Jamaica (114) - Jersey (40) - Kenia (184) - Kiribati (20) | - Lesoto (27) - Malasia (180) - Malaui (30) - Maldivas (25) - Malta (29) - Mauricio (62) - Montserrat (4) - Mozambique (17) - Namibia (35) - Nauru (10) - Nigeria (127) - Niue (26) - Nueva Zelanda (238) - Pakistán (62) - Papúa Nueva Guinea (93) - Ruanda (21) - Samoa (41) | - Santa Elena, Ascensión y Tristán de Acuña (10) - Seychelles (39) - Sierra Leona (23) - Singapur (70) - Sri Lanka (103) - Suazilandia (15) - Sudáfrica (187) - Tanzania (36) - Tonga (15) - Tuvalu (5) - Uganda (62) - Vanuatu (12) - Zambia (47) |

## Medallero
País organizador (Escocia)
| Núm. | País               | Oro | Plata | Bronce | Total |
| ---- | ------------------ | --- | ----- | ------ | ----- |
| 1    | Inglaterra         | 58  | 59    | 57     | 174   |
| 2    | Australia          | 49  | 42    | 46     | 137   |
| 3    | Canadá             | 32  | 16    | 34     | 82    |
| 4    | Escocia            | 19  | 15    | 19     | 53    |
| 5    | India              | 15  | 30    | 19     | 64    |
| 6    | Nueva Zelanda      | 14  | 14    | 17     | 45    |
| 7    | Sudáfrica          | 13  | 10    | 17     | 40    |
| 8    | Nigeria            | 11  | 11    | 14     | 36    |
| 9    | Kenia              | 10  | 10    | 5      | 25    |
| 10   | Jamaica            | 10  | 4     | 8      | 22    |
| 11   | Singapur           | 8   | 5     | 4      | 17    |
| 12   | Malasia            | 6   | 7     | 6      | 19    |
| 13   | Gales              | 5   | 11    | 20     | 36    |
| 14   | Chipre             | 2   | 4     | 2      | 8     |
| 15   | Irlanda del Norte  | 2   | 3     | 7      | 12    |
| 16   | Papúa Nueva Guinea | 2   | 0     | 0      | 2     |
| 17   | Camerún            | 1   | 3     | 3      | 7     |
| 18   | Uganda             | 1   | 0     | 4      | 5     |
| 19   | Granada            | 1   | 0     | 1      | 2     |
| 20   | Botsuana           | 1   | 0     | 0      | 1     |
| 20   | Kiribati           | 1   | 0     | 0      | 1     |
| 22   | Trinidad y Tobago  | 0   | 3     | 5      | 8     |
| 23   | Pakistán           | 0   | 3     | 1      | 4     |
| 24   | Bahamas            | 0   | 2     | 1      | 3     |
| 24   | Samoa              | 0   | 2     | 1      | 3     |
| 26   | Namibia            | 0   | 1     | 2      | 3     |
| 27   | Mozambique         | 0   | 1     | 1      | 2     |
| 27   | Mauricio           | 0   | 1     | 1      | 2     |
| 29   | Bangladés          | 0   | 1     | 0      | 1     |
| 29   | Isla de Man        | 0   | 1     | 0      | 1     |
| 29   | Nauru              | 0   | 1     | 0      | 1     |
| 29   | Sri Lanka          | 0   | 1     | 0      | 1     |
| 33   | Ghana              | 0   | 0     | 2      | 2     |
| 33   | Zambia             | 0   | 0     | 2      | 2     |
| 35   | Barbados           | 0   | 0     | 1      | 1     |
| 35   | Fiyi               | 0   | 0     | 1      | 1     |
| 35   | Santa Lucía        | 0   | 0     | 1      | 1     |